# In Ho Lee
In ho Lee es una Historiadora y embajadora surcoreana eremitada.
In Ho Lee se convirtió en el primer embajador femenina de Corea cuando fue nombrado para el cargo de Embajador de Corea a Finlandia en 1996. 
De 1996 a mayo de 1998 fue embajadora en Helsinki.
De mayo de 1998 a marzo de 2000 fue embajadora en Moscú.
En 2000, se convirtió en Presidenta de la Korea Foundation. 
Nacido y criado en Corea, Lee recibió una Bachelor of Arts en la historia de Wellesley College, una M. A. en Estudios Regionales de la Unión Soviética de Radcliffe, y un Ph.D. en la historia de la Universidad de Harvard. Enseñó historia en Barnard, Columbia, y Rutgers antes de regresar a Corea en 1972, donde combinó sus actividades académicas con los esfuerzos cívicos de traer reformas sociales y políticas de una nación todavía no está totalmente libre y democrática.
Lee, un académico de renombre en el campo de la historia occidental, ha colocado a la importancia de las mujeres jóvenes en el primer plano de sus actividades, que actúa como un miembro de la Junta durante diez años de la Asociación Coreana de Mujeres Universitarias y durante 6 años como miembro del Consejo de Línea caliente las mujeres de Corea.
Lee continuó su carrera docente en la Universidad de Corea, y luego en la Universidad Nacional de Seúl, y sentó las bases para estudios rusos y soviéticos en Corea con el lanzamiento de la Asociación Coreana de Estudios de Rusia y fundador del Instituto de Estudios de Rusia en la Universidad Nacional de Seúl. Ella habló a menudo sobre temas nacionales e internacionales importantes, incluyendo asuntos de la mujer, como columnista invitado y orador para los principales periódicos y canales de televisión. Lee fue nombrado a varias comisiones y juntas gubernamentales y semi-gubernamentales, en particular la Comisión Presidencial para la Educación, Historia Comisión Nacional Compilación, Comisión Nacional sobre Globalización y coreano Broadcasting System. Su nombramiento en 1996 como el primer embajador femenina nunca en Corea, y su posterior ascenso a uno de los puestos diplomáticos superiores incluso bajo una administración presidencial cambió fue un reflejo de la alta estima en que Lee se llevó a cabo en los círculos públicos sigue dominado por los hombres de Corea.
Actividades cívicas de Lee están marcadas por su interés sostenido y devoción a la causa de los más desfavorecidos, ya sean mujeres, trabajadores extranjeros o refugiados de Corea del Norte. Ella ayudó a establecer y llevar a muchas organizaciones de ONG, entre ellas la Cruz Roja de la Juventud, Christian Academy de Corea, Línea Directa de la Mujer, Periódico de la Mujer, Asociación Coreana de Mujeres Universitarias, y Nueva Derecha Think-Net.
Logros de Lee han traído sus muchos honores y reconocimientos, más recientemente, el Premio Bichumi de la Fundación Vida Samsung para el servicio público, Persona del Año de Seúl UNESCO Club, doctor honoris causa de la Academia Diplomática de la Federación Rusa, Premio Chun-pandillas de la Chun-gang Memorial Fundación y la Mujer del Año por parte del Consejo Nacional de Corea de la Mujer. El Dr. Lee es también el autor de numerosos libros, artículos de periódicos y otras publicaciones.